# Gianni Seghedoni
Giovanni Seghedoni, detto Gianni, (Modena, 3 marzo 1932 – Castelnuovo Rangone, 21 aprile 2016), è stato un dirigente sportivo, allenatore di calcio e calciatore italiano, di ruolo difensore.

## Carriera

### Giocatore
Debutta nel Modena, disputando 15 partite nel campionato di Serie B 1951-1952. Dopo due stagioni in Serie C con Toma Maglie (in prestito) e Prato, nel 1954 passa al Bari, di cui diventa una bandiera giocando fino al 1961 (con una parentesi in prestito alla Reggiana). Con i pugliesi ottiene una doppia promozione dalla Serie C alla Serie A, disputando quattro stagioni nella massima serie, in cui debutta il 21 settembre 1958 contro il Bologna.
Nell'estate 1961 viene acquistato dalla Lazio appena retrocessa in Serie B per la prima volta nella sua storia. Nel corso della stagione 1961-1962 realizza un gol "fantasma" nella decisiva sfida per la promozione allo Stadio Flaminio contro il Napoli: il pallone da lui calciato sfonda la rete e l'arbitro, l'internazionale Rigato di Mestre, non concede la marcatura. A fine anno la squadra romana manca la promozione per un punto, mentre se la rete fosse stata concessa i biancocelesti sarebbero stati promossi proprio a spese della squadra partenopea. Seghedoni rimane nelle file della Lazio anche nella stagione successiva (nella quale i laziali ottengono la promozione in Serie A), prima di chiudere la carriera con una stagione nella Vis Pesaro, in Serie C.
Ha collezionato 95 presenze e 2 reti in Serie A, tutte nelle file del Bari.

### Allenatore
Tecnico con la fama di sergente di ferro, esordisce come allenatore in Serie C, subentrando sulla panchina del Lecce nel campionato 1966-1967 e ottenendo, l'anno successivo, il quarto posto finale. In seguito guida il Pescara (dove non lega con l'ambiente e viene esonerato) e l'Internapoli, sempre in Serie C.
Nel 1970 approda al Catanzaro, in Serie B, e vi ottiene la prima storica promozione in Serie A e il primo campionato nella massima serie dei calabresi. Nella massima serie ha allenato anche il Lanerossi Vicenza nella stagione 1972-73, venendo però esonerato a stagione in corso e, nella stagione 1981-82, il Como subentrando a Giuseppe Marchioro a partire dalla quindicesima giornata. Prima e dopo di allora ha sviluppato la sua carriera in numerose squadre militanti in Serie B e C: alla guida del Taranto ha ottenuto una vittoria per 3-0 sul Milan, nel campionato di Serie B 1980-1981, pur non evitando in seguito l'esonero e la retrocessione. Chiude la carriera portando il Fiorenzuola alla salvezza nel suo primo campionato di Serie C2, e quindi con Sparta Novara e Sassuolo.

### Dirigente sportivo
In seguito ricopre l'incarico di osservatore per il Parma, e nel marzo 2006 viene nominato direttore tecnico del Modena.

## Palmarès

### Giocatore

#### Competizioni nazionali
- Campionato italiano Serie C: 1

Bari: 1954-1955
- IV Serie: 1

Reggiana: 1955-1956